# Кам'яноярузька сільська рада
Ка́м'янояру́зька сільська́ ра́да — адміністративно-територіальна одиниця та орган місцевого самоврядування в Чугуївському районі Харківської області. Адміністративний центр — село Кам'яна Яруга.

## Загальні відомості
- Територія ради: 3,69 км²
- Населення ради: 2 186 осіб (станом на 2001 рік)
- Територією ради протікає річка Студенок

## Населені пункти
Сільській раді були підпорядковані населені пункти:
- с. Кам'яна Яруга

## Склад ради
Рада складалася з 16 депутатів та голови
- Голова ради: Суворов Олександр Іванович

### Керівний склад попередніх скликань
| Прізвище, ім'я, по батькові | Основні відомості                                   | Дата обрання | Дата звільнення |
| --------------------------- | --------------------------------------------------- | ------------ | --------------- |
| Суворов Олександр Іванович  | Сільський голова, освіта вища, член Партії регіонів | 04.11.2010   |                 |

Примітка: таблиця складена за даними сайту ЦВК

### Депутати
За результатами місцевих виборів 2010 року депутатами ради стали:

#### За суб'єктами висування
| Суб'єкт висування                                       | Кількість обраних депутатів | %    |
| ------------------------------------------------------- | --------------------------- | ---- |
| Партія регіонів                                         | 6                           | 37,5 |
| Політична партія Всеукраїнське об'єднання «Батьківщина» | 4                           | 25   |
| Комуністична партія України                             | 2                           | 12,5 |
| Політична партія «Сильна Україна»                       | 2                           | 12,5 |
| Самовисування                                           | 1                           | 6,3  |
| Соціалістична партія України                            | 1                           | 6,3  |

#### За округами
| № округу                                                | Прізвище, ім'я, по батькові     | Дата визнання обраним | Освіта  | Партійна приналежність                        | Відомості про обраного депутата                                                    |
| ------------------------------------------------------- | ------------------------------- | --------------------- | ------- | --------------------------------------------- | ---------------------------------------------------------------------------------- |
| Комуністична партія України                             |                                 |                       |         |                                               |                                                                                    |
| 5                                                       | Ачкасов Сергій Олександрович    | 04.11.2010            | середня | член Комуністичної партії України             | ВАТ «Харківський підшипниковий завод», водій                                       |
| 11                                                      | Гризлов Віталій Сергійович      | 04.11.2010            | середня | член Комуністичної партії України             | тимчасово не працює                                                                |
| Партія регіонів                                         |                                 |                       |         |                                               |                                                                                    |
| 2                                                       | Михайлова Ольга Миколаївна      | 04.11.2010            | вища    | член Партії регіонів                          | Кам'яноярузька сільська рада, секретар сільської ради                              |
| 6                                                       | Нєєлов Сергій Миколайович       | 04.11.2010            | середня | член Партії регіонів                          | ВАТ «Харківський підшипниковий завод», контролер контрольно-вимірювальних приладів |
| 12                                                      | Дягілев Роман Іванович          | 04.11.2010            | вища    | член Партії регіонів                          | АЗС «Лілія», оператор                                                              |
| 13                                                      | Малявін Олександр Павлович      | 04.11.2010            | середня | член Партії регіонів                          | тимчасово не працює                                                                |
| 14                                                      | Севідова Мотрона Филимонівна    | 04.11.2010            | середня | член Партії регіонів                          | пенсіонер                                                                          |
| 16                                                      | Білокопитова Людмила Іванівна   | 04.11.2010            | вища    | член Партії регіонів                          | пенсіонер                                                                          |
| Політична партія Всеукраїнське об'єднання «Батьківщина» |                                 |                       |         |                                               |                                                                                    |
| 3                                                       | Шаровка Людмила Іванівна        | 04.11.2010            | середня | член Всеукраїнського об'єднання «Батьківщина» | ПП "Три Агро 2007 ", бухгалтер                                                     |
| 7                                                       | Кагляк Раїса Олексіївна         | 04.11.2010            | середня | позапартійна                                  | Кам'яноярузька сільська рада, касир                                                |
| 9                                                       | Махова Інна Сергіївна           | 04.11.2010            | вища    | член Всеукраїнського об'єднання «Батьківщина» | Харківський національний університет ім. В. Каразіна, студентка                    |
| 10                                                      | Калашник Катерина Володимирівна | 04.11.2010            | вища    | член Всеукраїнського об'єднання «Батьківщина» | Харківський національний аграрний університет ім. В. Докучаєва, студентка          |
| Політична партія «Сильна Україна»                       |                                 |                       |         |                                               |                                                                                    |
| 1                                                       | Мамін Олександр Іванович        | 04.11.2010            | середня | член Політичної партії «Сильна Україна»       | пенсіонер                                                                          |
| 15                                                      | Шкода Володимир Анатолійович    | 04.11.2010            | середня | член Політичної партії «Сильна Україна»       | ТОВ фірма «Кобзар», комерційний директор                                           |
| Соціалістична партія України                            |                                 |                       |         |                                               |                                                                                    |
| 8                                                       | Заваляєв Іван Миколайович       | 04.11.2010            | середня | позапартійний                                 | пенсіонер                                                                          |
| Самовисування                                           |                                 |                       |         |                                               |                                                                                    |
| 4                                                       | Проскурніна Юлія Валеріївна     | 04.11.2010            | вища    | позапартійна                                  | Кам'яноярузька амбулаторія загальної практики сімейної медицини, лікар-стоматолог  |